# オナ・マンソン
オナ・マンソン（英語: Ona Munson (本名：オウェナ・エリザベス・ウォルコット 英語: Owena Elizabeth Wolcott), 1903年6月16日 - 1955年2月11日）は、アメリカ合衆国の女優である。1939年の映画『風と共に去りぬ』のベル・ワトリング役で知られる。

## 経歴
ポートランドに生まれ、1919年にブロードウェイへデビューした後映画のトーキー化の影響を受けてハリウッドへ進出、舞台への復帰を経て1939年に『風と共に去りぬ』映画版にベル・ワトリング役として出演した。1941年には『暗黒街の王者』でジョン・ウェインの相手役を務めたが、その後は役に恵まれず、1955年に服毒自殺を遂げた。

## 主な出演映画
- 特輯社会面 Five Star Final (1931)
- 花婿往来 His Exciting Night (1938)
- 風と共に去りぬ Gone with the Wind (1939)
- 暗黒街の王者 Lady from Louisiana (1941)
- 上海ジェスチャー The Shanghai Gesture (1941)
- ダコタ荒原 Dakota (1945)
- 赤い家 The Red House (1947)